# Blu Cantrell
Tiffany Cobb mais conhecida como Blu Cantrell (Providence, 16 de março de 1976) é uma cantora e compositora de R&B, que se tornou famosa por causa do seu single de estreia "Hit 'em Up Style (Oops!)" que ficou em segundo lugar na Billboard Hot 100.

## Biografia

### Vida antes da fama
Tiffany Cobb nasceu em Providence, Rhode Island em 1976.
Seu pai é um afro-americano e a sua mãe é uma ítalo-americana.

## Extensão vocal
Tiffany Cobb tem um registro vocal de quatro oitavas, na música "Waste My Time" ela sobe para a sétima oitava.

## Discografia

### Álbuns de estúdio
- 2001: So Blu
- 2003: Bittersweet
- 2010: Mission:Blu Vol. 1

### Álbuns de compilação
- 2004: From L.A. to L.O.
- 2005: Hit 'em Up Style: Chart and Club Hits of Blu Cantrell

### Singles
| Ano  | Single                                 | Tabelas musicais | Tabelas musicais | Tabelas musicais | Tabelas musicais | Tabelas musicais | Tabelas musicais | Tabelas musicais | Tabelas musicais | Tabelas musicais | Álbum            |
| Ano  | Single                                 | U.S.             | U.S. R&B         | UK Singles Chart | IRE              | AUS              | SWI              | AUT              | FRA              | NOR              | Álbum            |
| ---- | -------------------------------------- | ---------------- | ---------------- | ---------------- | ---------------- | ---------------- | ---------------- | ---------------- | ---------------- | ---------------- | ---------------- |
| 2001 | "Hit 'em Up Style (Oops!)"             | 2                | 6                | 13               | —                | 3                | 77               | —                | 47               | 12               | So Blu           |
| 2001 | "I'll Find a Way"                      | —                | 104              | —                | —                | —                | —                | —                | —                | —                | So Blu           |
| 2002 | "Till I'm Gone"                        | —                | 115              | —                | —                | —                | —                | —                | —                | —                | So Blu           |
| 2002 | "Round Up" (com Lady May)              | —                | —                | —                | —                | —                | —                | —                | —                | —                | Bittersweet (UK) |
| 2003 | "Breathe" (com Sean Paul)              | 70               | 83               | 1                | 1                | 8                | 5                | 11               | 13               | 6                | Bittersweet      |
| 2004 | "Make Me Wanna Scream" (com Ian Lewis) | —                | —                | 24               | 33               | 62               | 60               | 68               | —                | —                | Bittersweet      |

### Colaborações emsingles
| Ano  | Música                                         | Álbum              |
| ---- | ---------------------------------------------- | ------------------ |
| 2001 | "U Remind Me" (Remix) (com Usher e Method Man) | The Dome, Vol. 19  |
| 2002 | "Round Up" (Lady May)                          | Bittersweet        |
| 2004 | "Take My Heart" (Kool & the Gang)              | The Hits: Reloaded |
| 2009 | "My World"                                     | My World           |

## Prêmios e nomeações
- American Music Awards
  - Favorite Soul/R&B New Artist (Nomeada)

- Grammy Awards
  - Best R&B Album: Bittersweet (Nomeada)
  - Best Female R&B Vocal Performance: "Hit Em Up Style (Oops)" (Nomeada)